# Combinata nordica ai IV Giochi olimpici invernali
Nella combinata nordica ai IV Giochi olimpici invernali fu disputata una sola gara, il 12 e il 13 febbraio, che assegnò solo le medaglie olimpiche (a differenza di salto e fondo, i cui titoli furono validi anche come Campionati mondiali di sci nordico).

## Risultati
Presero il via 51 atleti di 16 diverse nazionalità, con gli sciatori norvegesi nella veste di grandi favoriti. La prima prova disputata, il 12 febbraio, fu la 18 km di sci di fondo e si trattò della medesima gara valida di per sé per l'assegnazione dei titoli olimpici e iridati nella disciplina. I norvegesi Oddbjørn Hagen, Olaf Hoffsbakken e Sverre Brodahl confermarono le aspettative chiudendo ai primi tre posti; al quarto si piazzò il primo dei non norvegesi, il cecoslovacco František Šimůnek. La prova di salto, disputata il giorno dopo sul Große Olympiaschanze, confermò il podio. Il vincitore della prova di salto fu il finlandese Lauri Valonen, che risalì così dalla ventiseiesima alla quarta posizione.
| Pos.    | Atleta                | Nazione        | Fondo | Fondo    | Fondo | Salto | Salto              | Salto              | Salto | Punti Totali |
| Pos.    | Atleta                | Nazione        | Pos.  | Tempo    | Punti | Pos.  | Lunghezza 1° Salto | Lunghezza 2° Salto | Punti | Punti Totali |
| ------- | --------------------- | -------------- | ----- | -------- | ----- | ----- | ------------------ | ------------------ | ----- | ------------ |
| Oro     | Oddbjørn Hagen        | Norvegia       | 1     | 1:15'33" | 240,0 | 16    | 42,0               | 46,0               | 190,3 | 430,3        |
| Argento | Olaf Hoffsbakken      | Norvegia       | 2     | 1:17'37" | 227,8 | 13    | 47,0               | 45,5               | 192,0 | 419,8        |
| Bronzo  | Sverre Brodahl        | Norvegia       | 3     | 1:18'01" | 225,5 | 28    | 40,0               | 47,0               | 182,6 | 408,1        |
| 4       | Lauri Valonen         | Finlandia      | 26    | 1:26'34" | 178,6 | 1     | 52,0               | 54,5               | 222,6 | 401,2        |
| 5       | František Šimůnek     | Cecoslovacchia | 4     | 1:19'09" | 219,0 | 33    | 44,5               | 43,5               | 175,3 | 394,3        |
| 6       | Bernt Østerkløft      | Norvegia       | 6     | 1:21'37" | 205,1 | 21    | 44,0               | 48,0               | 188,7 | 393,8        |
| 7       | Stanisław Marusarz    | Polonia        | 18    | 1:25'27" | 184,4 | 3     | 51,0               | 50,0               | 208,9 | 393,3        |
| 7       | Timo Murama           | Finlandia      | 13    | 1:24'52" | 187,5 | 5     | 49,0               | 48,0               | 205,8 | 393,3        |
| 9       | Johann Lahr           | Cecoslovacchia | 16    | 1:25'11" | 185,8 | 8     | 49,0               | 53,0               | 201,6 | 387,4        |
| 10      | Niilo Nikunen         | Finlandia      | 9     | 1:23'59" | 192,2 | 15    | 47,5               | 45,5               | 191,6 | 383,8        |
| 11      | Jonas Westman         | Svezia         | 20    | 1:25'38" | 183,4 | 10    | 47,5               | 46,5               | 199,3 | 382,7        |
| 12      | Willy Bogner          | Germania       | 10    | 1:24'11" | 191,2 | 16    | 45,0               | 49,0               | 190,3 | 381,5        |
| 13      | Josef Gumpold         | Germania       | 11    | 1:24'19" | 190,4 | 16    | 45,0               | 46,0               | 190,3 | 380,7        |
| 14      | Gustl Berauer         | Cecoslovacchia | 8     | 1:23'04" | 197,2 | 29    | 45,0               | 42,0               | 181,9 | 379,1        |
| 15      | Hubert Köstinger      | Austria        | 15    | 1:25'09" | 186,0 | 20    | 44,0               | 48,0               | 189,2 | 375,2        |
| 16      | Bronisław Czech       | Polonia        | 23    | 1:25'55" | 181,9 | 11    | 46,0               | 45,5               | 193,1 | 375,0        |
| 17      | Hans Baumann          | Austria        | 7     | 1:22'49" | 198,5 | 36    | 40,0               | 44,0               | 173,6 | 372,1        |
| 18      | Friedl Wagner         | Germania       | 12    | 1:24'33" | 189,2 | 27    | 40,0               | 46,0               | 182,7 | 371,9        |
| 19      | Pertti Mattila        | Finlandia      | 25    | 1:26'21" | 179,7 | 21    | 45,0               | 47,0               | 188,7 | 368,4        |
| 20      | Severino Menardi      | Italia         | 5     | 1:20'34" | 211,0 | 40    | 37,5               | 40,0               | 157,3 | 368,3        |
| 21      | Oswald Julen          | Svizzera       | 21    | 1:25'43" | 183,0 | 24    | 43,0               | 45,0               | 184,3 | 367,3        |
| 22      | Willi Bernath         | Svizzera       | 17    | 1:25'12" | 185,7 | 30    | 43,5               | 47,0               | 180,7 | 366,4        |
| 23      | Anton Eisgruber       | Germania       | 37    | 1:31'38" | 152,8 | 2     | 51,5               | 49,0               | 212,1 | 364,9        |
| 24      | Marian Woyna-Orlewicz | Polonia        | 18    | 1:25'27" | 184,4 | 31    | 41,0               | 43,0               | 179,4 | 363,8        |
| 25      | Markus Mayer          | Austria        | 28    | 1:27'31" | 173,7 | 23    | 47,0               | 49,5               | 188,2 | 361,9        |
| 26      | Rudolf Vrána          | Cecoslovacchia | 34    | 1:30'26" | 158,8 | 9     | 48,5               | 49,0               | 200,6 | 359,4        |
| 27      | Karl Satre            | Stati Uniti    | 24    | 1:25'56" | 181,8 | 35    | 39,0               | 41,0               | 174,0 | 355,8        |
| 28      | Birger Torrissen      | Stati Uniti    | 29    | 1:29'08" | 165,3 | 19    | 45,0               | 44,0               | 190,2 | 355,5        |
| 29      | Isamo Sekiguchi       | Giappone       | 38    | 1:32'40" | 147,7 | 7     | 48,0               | 48,5               | 203,2 | 350,9        |
| 30      | Ernst Berger          | Svizzera       | 27    | 1:27'13" | 175,2 | 34    | 36,5               | 47,5               | 174,9 | 350,1        |
| 31      | Tormod Mobraaten      | Canada         | 41    | 1:33'28" | 143,8 | 6     | 49,0               | 52,5               | 205,0 | 348,8        |
| 32      | Andrzej Marusarz      | Polonia        | 36    | 1:31'30" | 153,4 | 12    | 46,0               | 47,0               | 192,1 | 345,5        |
| 33      | Walter Delle Karth    | Austria        | 46    | 1:37'14" | 125,8 | 4     | 48,0               | 49,5               | 207,4 | 333,2        |
| 34      | Tone Dečman           | Jugoslavia     | 30    | 1:29'44" | 162,3 | 38    | 41,0               | 42,5               | 169,1 | 331,4        |
| 35      | Tsutomu Sekido        | Giappone       | 40    | 1:32'48" | 147,0 | 25    | 43,0               | 45,0               | 183,3 | 330,3        |
| 36      | Albin Jakopič         | Jugoslavia     | 32    | 1:30'02" | 160,8 | 39    | 37,5               | 42,0               | 166,9 | 327,7        |
| 37      | Edward Blood          | Stati Uniti    | 42    | 1:33'45" | 142,4 | 26    | 44,0               | 43,0               | 183,1 | 325,5        |
| 38      | Leon Bebler           | Jugoslavia     | 43    | 1:34'25" | 139,2 | 32    | 41,0               | 42,0               | 177,5 | 316,7        |
| 39      | William Clark         | Canada         | 33    | 1:30'20" | 159,3 | 41    | 36,5               | 35,0               | 156,1 | 315,4        |
| 40      | Holger Lundgren       | Svezia         | 31    | 1:29'57" | 161,2 | 42    | 50,0               | 53,0               | 152,0 | 313,2        |
| 41      | Karl Baadsvik         | Canada         | 47    | 1:39'30" | 115,2 | 14    | 49,0               | 46,0               | 191,7 | 306,9        |
| 42      | Edgars Gruzītis       | Lettonia       | 44    | 1:35'22" | 134,6 | 43    | 35,0               | 36,5               | 148,1 | 282,7        |
| 43      | Shinzo Yamada         | Giappone       | 35    | 1:31'28" | 153,6 | 45    | 38,5               | 46,0               | 125,2 | 278,8        |
| 44      | Paul Satre            | Stati Uniti    | 45    | 1:36'27" | 129,4 | 44    | 48,5               | 53,0               | 144,5 | 273,9        |
| 45      | Percy Legard          | Gran Bretagna  | 48    | 1:47'47" | 76,8  | 37    | 39,5               | 45,0               | 172,5 | 249,3        |
| 46      | William Ball          | Canada         | 39    | 1:32'46" | 147,3 | 46    | 40,5               | 36,0               | 97,4  | 244,7        |
| -       | Andrea Vuerich        | Italia         | 14    | 1:25'01" | 186,7 | DNF   | DNF                | DNF                | DNF   | DNF          |
| -       | Harald Hedjersson     | Svezia         | 22    | 1:25'50" | 182,4 | DNF   | DNF                | DNF                | DNF   | DNF          |
| -       | Károly Kővári         | Ungheria       | DNF   | DNF      | DNF   | DNF   | DNF                | DNF                | DNF   | DNF          |
| -       | László Szalay         | Ungheria       | DNF   | DNF      | DNF   | DNF   | DNF                | DNF                | DNF   | DNF          |
| -       | Rado Istenič          | Jugoslavia     | DNF   | DNF      | DNF   | DNF   | DNF                | DNF                | DNF   | DNF          |

## Medagliere
| Posizione | Paese    |   |   |   | Totale |
| --------- | -------- | - | - | - | ------ |
| 1         | Norvegia | 1 | 1 | 1 | 3      |
| Totale    | Totale   | 1 | 1 | 1 | 3      |